# إيفانيسكا
إيفانيسكا (بالصربية السيريلية Ивањска) هي قرية في البوسنة والهرسك. وهي تقع في بلدية بوزانسكا كروبا التابعة لكانتون يونا-سانا في اتحاد البوسنة والهرسك. طبقا لنتائج تعداد البوسنة عام 2013 فقد كان عدد سكانها 320 نسمة.

## التركيبة السكانية

### التطور التاريخي للسكان
| 1961 | 1971 | 1981 | 1991 | 2013 |
| ---- | ---- | ---- | ---- | ---- |
| 800  | 708  | 592  | 633  | 320  |

### المجتمع المحلي
في عام 1991 كان عدد سكان القرية 1,818 نسمة موزعون على النحو التالي:

## وصلات خارجية
- (بالإنجليزية) Maplandia